# Tatárjárás
La invasió tàrtara (Tatárjárás en magyar nyelv o Tartar Invasion en anglès) és una pel·lícula hongaresa de 1917 dirigida per Michael Curtiz.